# Naulitzer Schanze
Die Naulitzer Schanze ist eine Burganlage am Südrand des Geraer Stadtteils Naulitz, etwa drei Kilometer westlich der Stadt Ronneburg. Nach Funden vor Ort muss die Burg im 10. bis 11. Jahrhundert entstanden sein. Nachdem das Gebiet unter deutsche Hoheit gekommen war, wurde die Anlage weiter genutzt. Hier bestand nun eine frühdeutsche Höhenburg. Die Anlage ist seit den 1920er Jahren ein ausgewiesenes Bodendenkmal.

## Geschichte
Der Heimatforscher Robert Eisel beschäftigte sich im späten 19. Jahrhundert mit der Geschichte dieser Burg und beschrieb die zu seinen Lebzeiten noch besser erkennbaren Teile der Gesamtanlage. Auf der Grundlage dieser 1880 nur handschriftlich angefertigten Beschreibung erfolgte 1929 eine nochmalige Untersuchung des Geländes und eine Neubewertung der Anlage durch den Geraer Heimatforscher Bruno Brause.
Über die Geschichte der Burg ist wenig bekannt. Das Fundmaterial datiert die Anlage in den frühdeutschen Zeitabschnitt.
Die älteste bekannte Erwähnung des Ortes Naulitz datiert auf den 5. März 1291. Sie erwähnt einen Ritter Henrico de Nuweliz und dessen neue Frau Hedwig von Mosen. Diese als Ortsadel identifizierte Familie ist bis 1354 nachweisbar, das zugehörige Rittergut im Ort wurde schon vor der Reformation aufgehoben. Aus der örtlichen Überlieferung ist neben einem Urnenfriedhof auch eine kleine, nur 1529 erwähnte Kapelle überliefert, die sich innerhalb der Kernburg befand, und vermutlich von der Dorfbevölkerung als Nachfolgebau der im 14. Jahrhundert zerstörten Burganlage errichtet wurde. Die beiden Glocken dieser Kapelle waren noch um 1880 im Glockenhaus des Ortes zu besichtigen.
Die Burg kommt als Schauplatz mehrerer Gespenstersagen in der mündlichen Überlieferung vor. Den seit alters überlieferten Name „Schanze“ deutet Brause im Zusammenhang mit der schwedischen Besatzungszeit im Dreißigjährigen Krieg. Brause beklagt, das man noch vor dem Zweiten Weltkrieg im Burggelände eine „Deutsche Eiche“ gepflanzt und dabei den Platz im Umkreis dieses Baumes einplaniert habe, dabei seien gedankenlos wichtige archäologische Spuren der Burggeschichte vernichtet worden.

## Beschreibung

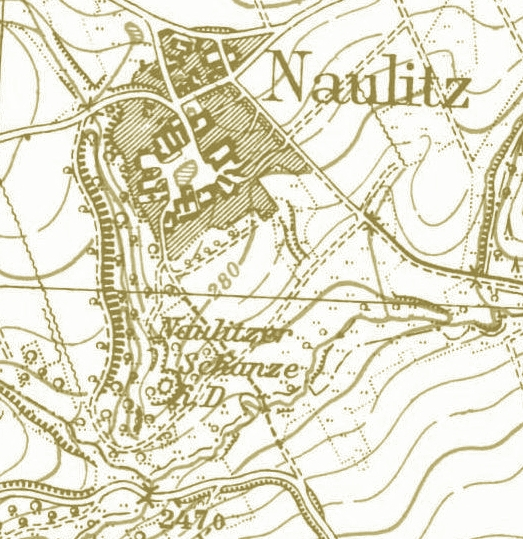
Kartendarstellung (um 1930)

Die Naulitzer Schanze befindet sich auf dem Glockenberg, etwa 40 Höhenmeter über dem als Naulitzer Grund bezeichneten Talgrund, sie besteht aus drei Teilen:
- Die Kernburg nimmt den Südrand der Burganlage ein. Der von einem elliptisch ausgeprägten Graben eingefasste Südteil des Glockenberges weist eine Ausdehnung 90 × 60 m auf, das Zentrum ragt noch 10 m über das Geländeniveau des Grabenrings auf, das mit der planierten Gipfelfläche von 30 m Länge und kaum 8 m Breite wohl nur Platz für einen Wehrturm und wenige Gebäude bot. Der Zugang zu dieser Anlage erfolgte von Süden über einen steil ansteigenden Pfad. Der Aushub der noch 1929 teilweise gut erhaltenen Gräben wurde auf der Talseite als Erdwall angehäuft um die durch Steilhänge bereits natürlich geschützte Anlage zu vervollkommnen.
- Die nördlich angrenzende Fläche wurde als Vorburg bezeichnet, sie liegt ebenfalls im Schutz einer Wall-Graben-Befestigung. Die etwa rechteckige Innenfläche wurde als Bereich für die Unterbringung von Vieh und Vorräten sowie der Dorfbewohner gedeutet. Die von Eisel in diesem Teil erwähnte Zisterne konnte Brause nicht mehr vorfinden. Durch die fortschreitende Geländeerrosion konnte Brause an verschiedenen Stellen dieser Vorburg nur durch Fluchtstangen den Verlauf der Gräben und Wälle markieren. Ein weiterer Zugang zu dieser Anlage erfolgte von Norden, ein Verbindungsweg zur südlich angrenzenden Kernburg ist anzunehmen.
- Der „Quellschutz“ befindet sich unterhalb der Burg im Westhang. Die Vermessung der Burganlage hatte die Entdeckung des von Brause als Quellschutz bezeichneten dritten Bestandteils der Gesamtanlage zur Folge. Demnach befand sich am oberen Ende einer natürlich entstandenen Rinne, die bis an den heutigen Dorfrand reicht, eine längst versiegte Quelle, die von einem hufeisenförmigen Wallgraben umgeben war.

Die beiden Erforscher der Burganlage hatten an verschiedenen Stellen des Burggeländes Suchschnitte anlegen lassen und dabei datierbare Keramikfragmente und Kleinfunde geborgen. Brauses Funde aus der kaum 10 cm starken Kulturschicht im Bereich der Vorburg bestanden aus Eisenteilen – Nägeln und einem Pantoffelhufeisen, Eichel hatte auch slawische Keramikscherben geborgen. Die Mehrzahl der Grabungsfunde Eisels gelangten in den Bestand des Heimatmuseums Reichenfels-Hohenleuben, Brause übergab Fundmaterial und Unterlagen dem Stadtmuseum Gera.